# Пехотная школа Армии США
Пехотная школа Армии США (англ. The U.S. Army Infantry School) — военно-учебное подразделение Армии США, располагающееся на базе Форт-Беннинг, штат Джорджия. Готовит личный состав для пехотных подразделений Армии США по различным специальностям, а также предоставляет учебно-тренировочные возможности для подготовки служащих Сил специальных операций Армии США и Корпуса морской пехоты США. Организационно подчиняется и входит в состав Центра обучения и совершенствования боевых навыков Армии США (The United States Army Maneuver Center of Excellence).

## История
Школа основана в 1934 году под командованием генерала Джорджа Маршалла. Наибольшей численности достигала во время Второй мировой войны. С момента основания школа готовила рядовой, унтер-офицерский и офицерский состав для пехотных подразделений ВС США. В наши дни занимается также подготовкой личного состава для воздушно-десантных и разведывательных подразделений ВС США.

## Организационная структура
По состоянию на 2012 год Пехотная школа Армии США включает в себя следующие подразделения:
- 197-я пехотная бригада (состоит из 13 подразделений, включая снайперскую школу, курсы подготовки экипажей БМП M2 «Брэдли», курсы подготовки командиров минометных расчётов, курсы подготовки командиров отделений тяжёлого оружия).
- 198-я пехотная бригада (состоит из 6 учебных батальонов, готовящих рядовой и унтер-офицерский состав для пехотных частей. Миссия батальонов описывается как подготовка из гражданских людей пехотинцев высокого класса).
- 199-я пехотная бригада (состоит из 9 подразделений, включая Парашютно-десантную школу, команду парашютистов-спортсменов и мастеров воздушной акробатики «Серебряные крылья», школу кандидатов в офицеры, школу боевых действий в горной местности, курсы подготовки лейтенантов, курсы повышения квалификации для офицеров, учебную бригаду рейнджеров).
- Различные подразделения обеспечения.

Наличие в учебной пехотной бригаде подразделения для подготовки парашютистов-десантников объясняется тем, что в США воздушно-десантные силы (Airborn) подчиняются и организационно входят в состав Армии, также как пехота (Infantry) и танковые войска (Armor). Кроме того, это дань исторической традиции — первые военные курсы парашютистов были основаны именно в Форт-Беннинге в 1940 году. При этом «домом воздушно-десантных сил США» — Home of Airborn — считается база Форт-Брэгг.
Пехотная школа Армии США имеет собственное издательство и выступает заказчиком, разработчиком и издателем различных военных учебников, уставов и наставлений.
Печатное издание военно-учебного заведения — журнал «Infantry».